# Saint-Dizant-du-Gua
Saint-Dizant-du-Gua é uma comuna francesa na região administrativa da Nova Aquitânia, no departamento de Charente-Maritime. Estende-se por uma área de 18,44 km². Em 2010 a comuna tinha 539 habitantes (densidade: 29,2 hab./km²).